# 特朗普封口費醜聞
斯托米·丹尼爾斯-特朗普醜聞（英語：Stormy Daniels–Donald Trump scandal）是一個美国政治醜聞，涉及成人電影女演員斯托米·丹尼尔斯和美國總統唐納德·特朗普的個人律師迈克尔·科恩在2016年美國總統選舉前簽署的保密協議。
2018年1月12日，《華爾街日報》報導稱，科恩於2016年10月（即2016年美國總統選舉前）選舉安排向色情電影女演員斯托米·丹尼尔斯支付130,000美元，以阻止她披露她和特朗普據稱在2006年發生的婚外情。丹尼爾斯簽署了保密協議。起初，科恩否認特朗普有所謂的婚外情，並試圖根據保密協議壓制這一指控，但一個月後公開承認支付了款項。
除對事件本身的指控外，掩口費還引發了法律和道德爭議，即有關費用是否違反了聯邦競選財務法，因費用並無以競選捐款作適當披露，或因競選資金可能已用於有關費用。2月13日，科恩說這筆錢是他自掏腰包支付的，而不是作為競選捐款；特朗普組織和特朗普競選團隊也無為該事報銷。4月5日，特朗普表示他不知道科恩的付款；但在4月26日首次承認科恩代表他參與了「斯托米·丹尼爾斯交易」（"the Stormy Daniels deal"）。5月2日，特朗普的新律師魯迪·朱利安尼表示，特朗普已經報銷科恩的費用。
2018年8月，科恩承認8項刑事指控，其中包括違反競選財務規定為丹尼爾斯付款。他宣誓說，他“與聯邦職位候選人協調並在其指導下”向她付費。科恩因各項罪名被判在聯邦監獄服刑三年，並被取消律師資格。
2023年3月30日，曼哈頓大陪審團起訴特朗普涉嫌在醜聞中扮演的角色。 特朗普於4月4日在曼哈頓地方法院被傳訊。5月23日，一名纽约法官表示，特朗普封口費案件将于2024年3月25日开审。
2024年5月30日，陪审团判定特朗普受到的所有34项指控均告成立。案件原計劃于同年11月26日量刑，但又再度推遲。2025年1月3日，美国纽约州最高法院法官作出决定，将于1月10日就特朗普封口费案作出判决。1月10日，纽约州最高法院法官裁決特朗普因為即將上任享有豁免，故无需入狱、无需缓刑、无需罚款、无条件释放，不過將帶著罪名，讓川普以留下有罪判決紀錄的狀態下任職。川普方面則稱，這仍是對他的攻擊，考慮要求申訴或是撤銷此案。

## 指控和保密協議
關於特朗普和丹尼爾斯之間涉嫌事件的第一份報導於2011年10月由博客The Dirty和Life＆Style雜誌發表，她為此進行了測謊測試。大約在同一時間，丹尼爾斯談到了涉嫌與八卦雜誌“觸摸周刊”的緋聞，後者在科恩威脅起訴該雜誌後選擇不發布採訪。
在2018年1月12日，《華爾街日報》報導，科恩在2016年10月（總統大選前一個月）向丹尼爾斯支付了130,000美元，以阻止她討論她據稱2006年與特朗普有過的婚外情。丹尼爾斯的一名律師聲稱這筆付款是掩口費的，而其他人也提出了一些問題（此後科恩在刑事法庭訴訟程序中承認是真實的），關於保密協議本身是否構成非法的競選支付和因此刑事犯罪。科恩於1月14日代表其當事人特朗普否認存在緋聞，但2月13日承認向丹尼爾斯支付了130,000美元，稱這筆款項是用他自己的資金支付的。
3月6日，丹尼爾斯對特朗普提起訴訟，聲稱她簽署的關於涉嫌事件的保密協議無效，因為特朗普從未親自簽署過該協議，儘管她承認考慮接受要她在此事上保持沉默的付款。該訴訟還指控特朗普的律師一直在試圖恐嚇丹尼爾斯並“嚇唬她不要亂說話”。第二天，科恩發起了一個單方面的仲裁程序，導致丹尼爾斯公開披露與保密協議有關的“機密信息”。
丹尼爾斯在3月25日於《60分鐘》的採訪中說，她和特朗普曾經發生過一次性行為，後來她在她的女兒面前受到了威脅，並感到有壓力後要求簽署一份保密協議。

## 法律問題
根據“紐約職業行為規則”，科恩可能面臨紐約州律師協會的紀律處分，該規則禁止律師向客戶提供貸款。
在美國某些司法管轄區，某些合同（如房地產交易）必須由所有各方簽署，以確保其有效和可執行。在其他類型的合同中，一些法院會強制執行未簽約的合同。合同法的一個完善的原則是一方提供和“考慮”接受或某種有價值的東西，以換取乙方做某事的承諾（或者在不披露協議的情況下不做某事）。法律專家認為，無論丹尼爾斯保密協議的未簽署狀態如何，一方接受的130,000美元付款是被考慮為有效的和可執行的。
2018年8月21日，科恩因為他在支付方面的作用而承認八項指控，包括稅務欺詐，銀行欺詐和競選財務違規行為。

### 引用
1. ↑  Rothfeld, Michael; Palazzolo, Joe. . The Wall Street Journal. 2018-01-12  [2020-04-25]. （原始内容存档于2018-01-14）. A lawyer for President Donald Trump arranged a $130,000 payment to a former adult-film star a month before the 2016 election as part of an agreement that precluded her from publicly discussing an alleged sexual encounter with Mr. Trump, according to people familiar with the matter.
2. ↑  Prokop, Andrew. . Vox. 2018-01-12  [2018-01-14]. （原始内容存档于2018-01-14）. At the height of the 2016 presidential campaign, Donald Trump's personal lawyer reportedly arranged a payment of $130,000 to a former porn star, so she'd stay silent about an affair she'd had with Trump.
3. ↑  Luckhurst, Toby. . BBC News. 2018-05-03  [2019-11-14]. （原始内容存档于2021-01-10）.
4. ↑  Haberman, Maggie. . The New York Times. 2018-02-13  [2018-02-14]. （原始内容存档于2018-02-14）.
5. ↑  Eisen, Norman; Canter, Virginia. . USA Today. 2018-05-03  [2018-05-06]. （原始内容存档于2018-05-05）.
6. ↑  . NBC News.   [2021-09-30]. （原始内容存档于2021-01-25）.
7. ↑  Breuninger, Dan Mangan,Kevin. . CNBC.   [2023-04-04]. （原始内容存档于2023-09-03） （英语）.
8. ↑  . 中国新闻网_梳理天下新闻. 2023-05-24  [2023-05-24]. （原始内容存档于2023-05-29） （中文）.
9. ↑  . 美国之音. 2024-05-30  [2024-05-31]. （原始内容存档于2024-05-31） （中文）.
10. ↑  . 新华网_让新闻离你更近. 2024-11-23  [2024-11-23] （中文）.
11. ↑  . 新华网_让新闻离你更近. 2025-01-04  [2025-01-04] （中文）.
12. ↑  . 美国之音. 2025-01-10  [2025-01-11] （中文）.
13. ↑  外部作者. . 外部作者.   [2025-01-14] （中文（臺灣））.